# Cle Shaheed Sloan
Cle "Bone" Shaheed Sloan (nacido el 22 de mayo de 1969) es un activista, actor y director de documentales estadounidense del condado de Los Ángeles, California. Cuando todavía era miembro de Atenas Park Bloods, una pandilla callejera de Los Ángeles, Sloan trabajó para reformar la cultura de las pandillas para poner fin a la violencia de las pandillas desde adentro.

## Carrera
Sloan conoció la industria cinematográfica gracias a la leyenda del fútbol americano Jim Brown, quien le ayudó a conseguir un trabajo como asistente cuando salió de prisión. El trabajo le permitió a Sloan conocer al director Antoine Fuqua y despertó su interés en convertirse en director de fotografía. Desde entonces, Sloan ha aparecido en pequeños papeles en tres de las exitosas películas de Fuqua, Día de entrenamiento, Lágrimas del sol y Brooklyn's Finest. Durante la producción de Día de entrenamiento, Sloan trabajó como asesor de pandillas y ayudó a persuadir a miembros reales de pandillas para que prestaran su credibilidad al proyecto en pantalla.
Sloan dirigió y aparece en el documental de 2006 Bastards of the Party que se presentó en el Festival de Cine de Tribeca de 2005 y en el Festival de Cine Negro de Hollywood de 2006. Bastards of the Party se emitió por HBO el 6 de febrero de 2007.
Sloan apareció en The O'Reilly Factor de Bill O'Reilly y Anderson Cooper 360° hablando contra la violencia de las pandillas en nombre de su organización sin fines de lucro AKTIVE, que ayuda a "cambiar las pandillas desde adentro" trabajando con miembros activos de pandillas en comunidades a nivel nacional.
Sloan protagonizó tres de los esfuerzos como director de David Ayer, las películas de Los Ángeles de 2008 Street Kings con Forest Whitaker y Keanu Reeves, End of Watch, una película de 2012 sobre la vida de dos oficiales de LAPD (Jake Gyllenhaal y Michael Peña), y The Tax Collector de 2020 sobre un matón de una banda de narcotraficantes de Los Ángeles y su familia. Más tarde apareció en TNT Drama Southland como Ronnie, un proxeneta de Los Ángeles.

## Vida personal
El 29 de enero de 2015, Sloan y Terry Carter fueron atropellados por un camión en un incidente de atropello y fuga en Compton, California. El incidente, causado por Suge Knight, mató a Carter e hirió a Sloan. Aunque Sloan se negó a "ser utilizado como soplón" y testificar contra Knight, el 21 de septiembre de 2018, Knight no negó el homicidio involuntario y fue sentenciado a 28 años de prisión.

## Filmografía
| Año  | Título                  | Papel           |
| ---- | ----------------------- | --------------- |
| 1998 | The Replacement Killers | Banger          |
| 2001 | Día de entrenamiento    | "Bone"          |
| 2003 | Lágrimas del sol        | Rebelde         |
| 2008 | Street Kings            | LeShawn Fremont |
| 2009 | Brooklyn's Finest       | "The Dragon"    |
| 2012 | End of Watch            | "Tre"           |
| 2017 | Bright                  | Mike "OG Mike"  |
| 2020 | The Tax Collector       | "Bone"          |